# Германци в Хаити
Германците в Хаити са етническа група в Хаити.

## История
Най-ранното известно германско селище в Свети-Домингуе е в Бомбардополис, южно от Моле-Сен-Никола. Около хиляда германци са дошли в района през XVIII век и са успели да изкарват прехраната си с отглеждането на кафе. Те получават гражданство от Хаити от Жан Десалин след края на 1804 г. и постепенно се смесват с останалата част от населението. Анри Кристоф е проектирал цитадела с германските военни инженери и е контролирал изграждането ѝ.
През 1910 г. германците в Хаити контролираха 80% от международната търговия на страната.
Когато САЩ обявиха война за Германия през 1917 г., правителството на Хаити направи протест срещу тежката дейност на германците в района. Хаити изгони германците от страната, а Германия прекъсна дипломатическите си отношения с Хаити. Това даде възможност на Хаити да обявят война на 14 юли 1918 г. Германската собственост беше конфискувана от правителството на Хаити и поставена в ликвидация. През 1918 г. германците се завръщат на острова след войната и възстановяват стария си бизнес и придобиват отново собствеността си. 